# نيكي تشو
نيكي تشو (بالصينية: 周麗淇) هي عارضة وممثلة صينية، ولدت في 30 أغسطس 1979 بهونغ كونغ في الصين.

## وصلات خارجية
- نيكي تشو على موقع IMDb (الإنجليزية)
- نيكي تشو على موقع ألو سيني (الفرنسية)
- نيكي تشو على موقع ميوزك برينز (الإنجليزية)
- نيكي تشو على موقع أول موفي (الإنجليزية)
- نيكي تشو على موقع قاعدة بيانات الفيلم (الإنجليزية)
- نيكي تشو على موقع كينوبويسك (الروسية)